# 丹尼斯·马尔科纳托
丹尼斯·马尔科纳托（義大利語：Denis Marconato，1975年7月29日—），意大利男子篮球运动员。他曾代表意大利获得2004年夏季奥运会篮球比赛男子银牌。他也参加了2000年夏季奥运会。